# Eddie Johnson (soccer)
Pour les articles homonymes, voir Eddie Johnson.
Eddie Johnson est un joueur international américain de soccer né le 31 mars 1984 à Bunnell en Floride.

## Carrière
Il a fait ses débuts professionnels à l'âge de dix-sept ans avec le Burn de Dallas en MLS, mais il n'a plus joué un rôle important depuis 2004, lorsqu'il avait marqué douze buts, terminant meilleur buteur de la ligue. Après plusieurs blessures lors de la saison 2005, Johnson a été échangé aux Wizards de Kansas City, à cause de la limite de salaire par équipe en MLS. Depuis janvier 2008, Johnson pourra montrer tout son talent sur le vieux continent car il s'est engagé pour le club anglais de Fulham FC.
Le 1er janvier 2010, pour gagner du temps de jeu en vue de la coupe du monde, il est prêté à l'Aris Salonique.
Le 17 décembre 2013, Johnson est transféré au D.C. United contre une allocation monétaire.
Lors des séries éliminatoires de 2014, deux jours avant le match retour des demi-finales de la Conférence Est contre les Red Bulls de New York au RFK Stadium, Johnson ne se sent pas bien et va passer des examens à l'hôpital. Les médecins lui diagnostiquent une déshydratation et de l'hypertension artérielle. Mis en observation pendant la nuit, il ne participe pas à l'entrainement le lendemain. Il est finalement autorisé à jouer mais n'entre qu'à la 60e minute du match lors duquel le D.C. United s'impose 2-1 mais est éliminé à la différence de buts.
Johnson ne participe pas à la préparation de la saison 2015 pour des raisons médicales non précisées. Ses problèmes cardiaques sont finalement révélés publiquement et il annonce officiellement sa retraite sportive le 1er novembre 2015 alors qu'il n'a pas disputé le moindre match lors de la saison.

### En équipe nationale
En 2003, il a joué avec l'équipe des États-Unis le championnat mondial des moins de 20 ans. Il fut le meilleur buteur du tournoi. L'année suivante il fut meilleur buteur du championnat professionnel américain. 
Il a débuté avec l'équipe des États-Unis le 9 octobre 2004. Lors de ses six premiers matchs de qualification avec les États-Unis, Johnson a marqué un total de sept buts, dont trois contre Panama.
Johnson participe à la coupe du monde 2006 avec l'équipe des États-Unis.

## Palmarès

### Collectif
En sélection, il remporte la Gold Cup en 2007 et 2013.
Il est deux fois finaliste de la Coupe des États-Unis en 2005 avec le FC Dallas et en 2012 avec les Sounders de Seattle.

### Individuel
- Meilleur buteur du championnat mondial des moins de 20 ans 2003 avec l'équipe d'États-Unis moins de 20 ans.
- Meilleur buteur du championnat américain 2004 avec le Burn de Dallas.
- Trophée du retour de l’année en MLS : 2007 et 2012